# ليونارد دوروفتي
ليونارد دوروفتي (بالرومانية: Leonard Doroftei)‏ مواليد 10 أبريل 1970 في بلويشت، رومانيا، هو ملاكم روماني يصنف ضمن فئة وزن الوسط. حقق بطولة رابطة الملاكمة العالمية. شارك في دورة الألعاب الأولمبية الصيفية.

## إحصائيات
خاض خلال مسيرته 24 نزالا، فاز في 22 وتعادل في 1 وخسر في 1. فاز بالضربة القاضية في 8 نزالا.

## الميداليات
| الميدالية | المسابقة                       |
| --------- | ------------------------------ |
| برونزية   | الألعاب الأولمبية الصيفية 1992 |
| برونزية   | الألعاب الأولمبية الصيفية 1996 |

## وصلات خارجية
- ليونارد دوروفتي على موقع بوكس ريك (الإنجليزية) (registration required)
- ليونارد دوروفتي على موقع أوليمبيديا (الإنجليزية)
- ليونارد دوروفتي على موقع اللجنة الأولمبية الرومانية (الرومانية)

- الموقع الرسمي